# Tibesti Est
Le Tibesti Est est un ancien département de la région (devenue province) du Tibesti au Tchad. Il a existé entre février 2008, date de sa création, et août 2018, date de la mise en place d'une nouvelle organisation territoriale. Son chef-lieu était Bardaï.

## Histoire
Le département du Tibesti Est avait été créé par l'ordonnance n° 002/PR/08 du 19 février 2008. 
Il comptait quatre sous-préfectures :
- Bardaï
- Zoumri
- Aouzou
- Yebbibou

En août 2018, il a été remplacé par deux nouveaux départements :
- Bardaï
- Aouzou

## Administration
Liste des administrateurs :
Préfets du Tibesti Est (2008-2018)
- 9 octobre 2008 : Taher Barkaï[3]